# Cedral (San Luis Potosí)
Cedral – miasto w Meksyku, położone w północnej części stanu San Luis Potosí, siedziba władz gminy o tej samej nazwie.

## Położenie
Miasto leży w odległości około 200 km na północ od stolicy stanu San Luis Potosí, i około 20 km od Matehuala u podnóża gór Sierra Madre Wschodnia, kilka kilometrów od granicy ze stanem Nuevo León.